# Laurie Mitchell
Laurie Mitchell, született Mickey Koren (New York-Manhattan, 1928. július 14. – Perris, Kalifornia, 2018. szeptember 20.) amerikai színésznő, modell.

## Fontosabb filmjei
- Girls in Prison (1956)
- Fighting Trouble (1956)
- Calypso Joe (1957)
- Attack of the Puppet People (1958)
- Queen of Outer Space (1958)
- Úti cél a Hold (Missile to the Moon) (1958)
- Van, aki forrón szereti (Some Like It Hot) (1959)
- 77 Sunset Strip (1959, tv-sorozat, egy epizódban)
- Perry Mason (1961, tv-sorozat, egy epizódban)
- Maverick (1961, tv-sorozat, egy epizódban)
- Egy kis ravaszság (That Touch of Mink) (1962)
- Gunfight at Comanche Creek (1963)
- Az Addams család (The Addams Family) (1965, tv-sorozat, egy epizódban)
- The Girl Who Knew Too Much (1969)